# Old (film)
Old è un film del 2021 scritto e diretto da M. Night Shyamalan.
Il film è l'adattamento cinematografico della graphic novel Castello di sabbia (Château de sable), scritta da Pierre-Oscar Levy e disegnata da Frederik Peeters, edita in Italia da Coconino Press.

## Trama
Guy e Prisca Cappa, marito e moglie, si recano in un resort tropicale con i figli piccoli Trent di sei anni e Maddox di undici, come ultima vacanza in famiglia prima del divorzio. Il piccolo fa subito amicizia con il nipote del direttore del resort, Idlib, con cui inventa un alfabeto segreto. Su consiglio del direttore, la famiglia visita una spiaggia isolata vicino a una riserva naturale. La spiaggia è occupata anche dal rapper Mid-Size Sedan, dalla coppia sposata Jarin e Patricia Carmichael, dal chirurgo Charles e dalla sua famiglia composta dall'anziana madre Agnes, dalla moglie Chrystal e dalla loro bambina Kara. La tragedia colpisce la vacanza del gruppo quando si scopre il cadavere della compagna di Mid-Size Sedan, e in breve tempo anche Agnes muore improvvisamente.
Ben presto si verificano strani eventi, tra cui i tre bambini che crescono ad una velocità impressionante e diventano improvvisamente adolescenti. Il gruppo si rende conto che la spiaggia li sta rapidamente invecchiando, facendo trascorrere loro circa un anno intero ogni 30 minuti, con il conseguente peggioramento della loro salute. Notano anche che almeno un membro di ogni famiglia ha una patologia medica di un certo rilievo. Come se non bastasse i tentativi di andarsene hanno come risultato che i membri del gruppo perdono i sensi e si risvegliano di nuovo sulla spiaggia.
Mentre il gruppo lotta per trovare un modo per lasciare la spiaggia gli adolescenti Trent e Kara formano uno stretto legame (lasciando intendere di avere consumato un rapporto sessuale) e Kara rimane incinta. La gravidanza progredisce rapidamente, ma il bambino non riesce a sopravvivere più di un minuto sotto l'effetto della spiaggia. Successivamente Trent e Maddox scoprono il taccuino di un viaggiatore precedente, che riporta alcuni nomi delle persone invecchiate sulla spiaggia e di essersi accorto di un individuo sconosciuto che li osservava. I tentativi di andarsene diventano più tesi quando la schizofrenia di Charles peggiora, portandolo a uccidere Mid-Size Sedan. Jarin e Kara periscono durante i loro tentativi di fuga, il primo annegato per essere svenuto in mare (suggerendo la dinamica in cui è morta la compagna di Mid-Size Sedan), mentre la seconda sviene in arrampicata sulla roccia e cade al suolo, mentre Patricia muore per l'aggravarsi dalla sua condizione medica dell'epilessia.
Di notte un Charles totalmente impazzito assale Guy, ma Prisca lo salva ferendo Charles con un coltello arrugginito, causandogli un'infezione di tetano fatale. Nel mentre, Trent e Maddox si nascondono in una grotta, dove scoprono, utilizzando dei fiammiferi, una Chrystal invecchiata affetta da osteoporosi e cifosi che li aggredisce, prima di morire anch'essa per l'aggravarsi della sua condizione medica. Quando la notte incombe gli anziani Guy e Prisca si riappacificano prima di morire a pochi istanti di distanza l'uno dall'altra.
Al mattino seguente rimangono solo gli ormai adulti Maddox e Trent, che si mettono a fare castelli di sabbia prima di tentare una nuova fuga; Trent riguarda e decripta un messaggio segreto datogli da Idlib, e comprende che il messaggio è collegato a un passaggio di corallo sottomarino, supponendo che permetterà a lui e Maddox di non perdere coscienza mentre lasciano la spiaggia. Questo li spinge a iniziare a nuotare attraverso il corallo. Dopo che i fratelli tentano invano di emergere dall'acqua un dipendente del resort, cioè colui che li aveva guidati con il van fino alla riserva e che li sta controllando, riferisce che l'intero gruppo è morto.
Si scopre che il resort è soltanto una copertura per un laboratorio in cui un team di ricerca sta conducendo esperimenti su ospiti ammalati che vengono utilizzati come inconsapevoli cavie per nuovi farmaci. Poiché la spiaggia accelera la vita degli ospiti i ricercatori sono in grado di testare i farmaci in un solo giorno vedendone gli effetti su un'intera vita. Ciò sembra dovuto a un misterioso minerale presente nella spiaggia, che emana una misteriosa radiazione non ancora spiegata. I dipendenti del resort continuano ad attirare un nuovo gruppo sulla spiaggia, ma intervengono Trent e Maddox, che sono sopravvissuti alla loro fuga subacquea e dimostrano così che il corallo bianco era la sola cosa che era immune agli effetti della spiaggia. Usando il taccuino come prova della scomparsa di diversi ospiti i fratelli lo consegnano a un ospite poliziotto che contatta i colleghi per farli arrivare al resort; dopodiché avvisano tutti i villeggianti della situazione di pericolo generando il panico. Idlib si avvicina al suo amico Trent, che per farsi riconoscere gli mostra il biglietto che gli aveva dato l'altro giorno. Idlib guarda sconvolto il suo amico diventato adulto, comprendendo che suo zio ha fatto una cosa orribile. Una volta che tutti i dipendenti del resort-laboratorio vengono arrestati Trent e Maddox vengono riportati a casa in elicottero dove li aspetta la loro zia, incerti sul loro futuro.

## Produzione
A settembre del 2019 viene annunciata la collaborazione tra M. Night Shyamalan e la Universal Pictures per due film in cui lo stesso Shyamalan ricoprirà il ruolo di regista, sceneggiatore e produttore: Old è il primo di questi due progetti.
Durante il lockdown dovuto alla pandemia di COVID-19, il regista Shyamalan ha lavorato allo storyboard del film con il suo staff attraverso Skype per dodici settimane.
Le riprese del film, iniziate il 26 settembre 2020 nella Repubblica Dominicana, sono terminate il 16 novembre dello stesso anno. Lo stesso regista ha dichiarato che girare durante la stagione degli uragani è stato rischioso: il set infatti è stato distrutto una volta per poi essere ricostruito.

## Tematiche
Quando Beth Webb di NME gli chiese delle diverse tematiche presenti in Old, Shyamalan rispose: «Riguarda sicuramente il nostro rapporto con il tempo e, secondo me, il nostro rapporto disfunzionale con il tempo che tutti noi abbiamo. Fino a quando non saremo costretti a esaminarlo, che si tratti di una pandemia o dei fattori che si trovano in questa situazione, questi personaggi sono intrappolati su questa spiaggia e devono riflettere sulla loro relazione nel tempo. Vedi alcuni personaggi incapaci di affrontare questo problema, e poi alcuni personaggi trovano pace. Perché hanno trovato la pace e come hanno trovato la pace in mezzo a tutto questo caos? Quindi c'è questa conversazione al riguardo, quella che sto avendo di me stesso con il tempo».
Al Tribeca Film Festival Shyamalan disse che il fulcro del film circa l'invecchiare gli aveva ricordato suo padre, affetto da demenza senile, e i suoi figli mentre li guarda crescere. Nel corso dell'evento Alex Wolff paragonò la pellicola alla pandemia di COVID-19: «Uscendo dal COVID sembra che il tempo si sia fermato. Ed è proprio di questo che parla il film». Alla prima del film, a Wolff fu chiesto della sua interpretazione e lui rispose che era stata "una sorta di meditazione allegorica esistenziale sull’invecchiamento." Altri membri del cast come Nikki Amuka-Bird dissero che il film significava non dare la natura per scontata; mentre Gael García Bernal disse che si trattava di chiedersi come il tempo viaggia in modo diverso per le altre persone; e Vicky Krieps ritenne che la tematica principale fosse "amore, famiglia e tutte queste cose che sono molto più forti di qualsiasi paura: la paura di invecchiare e la paura della morte".

## Promozione
Il primo teaser trailer del film viene diffuso il 7 febbraio 2021 durante il Super Bowl LV.

## Distribuzione
La pellicola, inizialmente fissata al 26 febbraio 2021, è stata rinviata a causa della pandemia di COVID-19 e distribuita nelle sale cinematografiche italiane a partire dal 21 luglio 2021 e in quelle statunitensi dal 23 luglio.

## Accoglienza

### Incassi
Il film ha incassato 48,1 milioni di dollari nel Nord America e 41,9 nel resto del mondo, per un totale di 90 milioni di dollari.

## Riconoscimenti
- 2022 - Saturn Award[14]
  - Candidatura per il miglior film thriller

## Sequel
M. Night Shyamalan ha dichiarato di avere già alcune idee per il sequel.